# Daraboshegy
Daraboshegy è un comune dell'Ungheria di 105 abitanti (dati 2001). È situato nella contea di Vas.